# Дворец в Дрвалевице
Дворец в Дрвалевице  — дворец, расположенный в городе Дрвалевице, Любуское воеводство, Новосольский повят, гмина Кожухув.

## История
Ренессансный оборонный особняк построил, вероятно, в XVI веке Ханс Вольф фон Унрух (Hans Wolff von Unruh). С XVI века внешний вид дома неоднократно менялся, фольварк сменял владельца. С начала XIX века особняк был перестроен по проекту тогдашнего владельца поручика фон Штемпеля (von Stemplel). В 1872 году владельцами становится семья фон Эйхман (von Eichmann), которая основательно перестроила особняк (по другим источникам это было сделано предыдущим владельцем). Тогда появилась нынешняя неоготическая резиденция в английском стиле. За дворцом был разбит романтический сад и вырыт пруд. Последним владельцем до конца Второй мировой войны был Дитрих фон Эйхман (Dietrich von Eichmann). После войны на территории дворца было создано Государственное сельское хозяйство (PGR). В ведении PGR дворец использовался как жилой дом, благодаря чему он остался в хорошем состоянии. В конце 80-х годов XX века был проведен капитальный ремонт, а жителям дома дали другие квартиры. После ликвидации PGR началось медленное разрушение объекта. В настоящее время дворец имеет нового владельца.

## Галерея

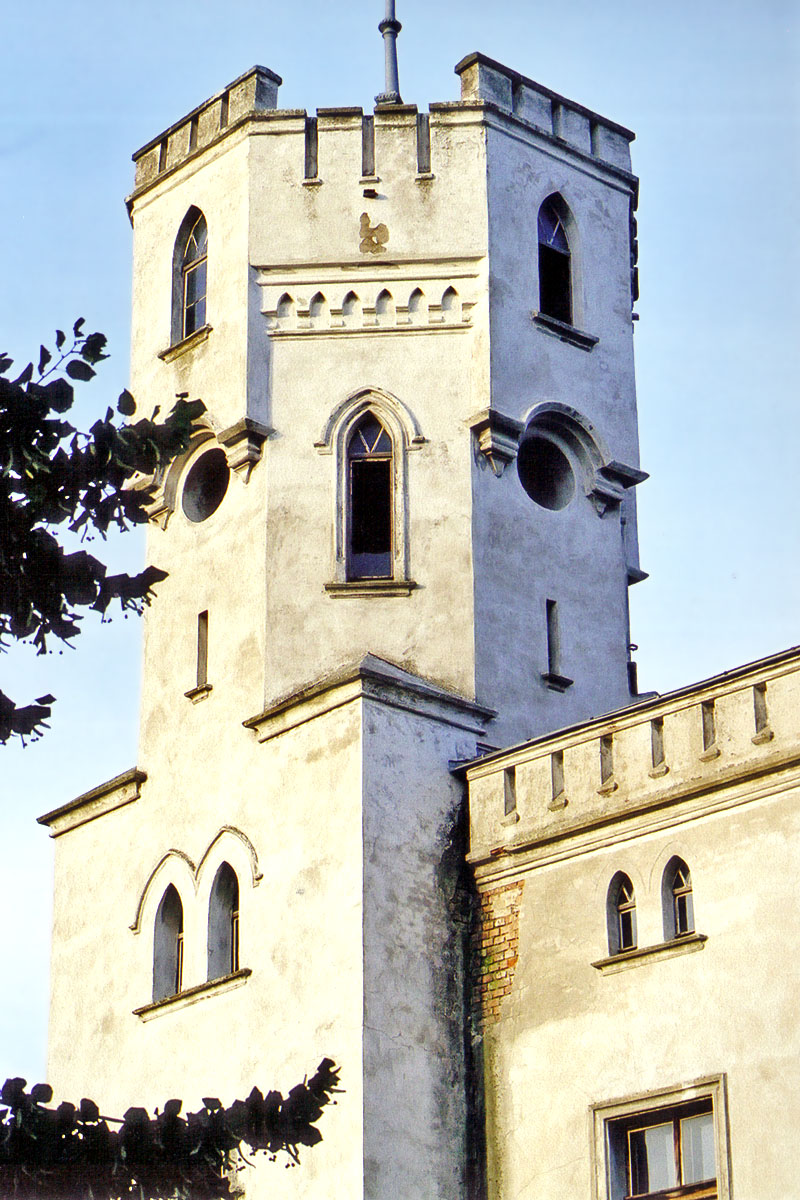
Башня
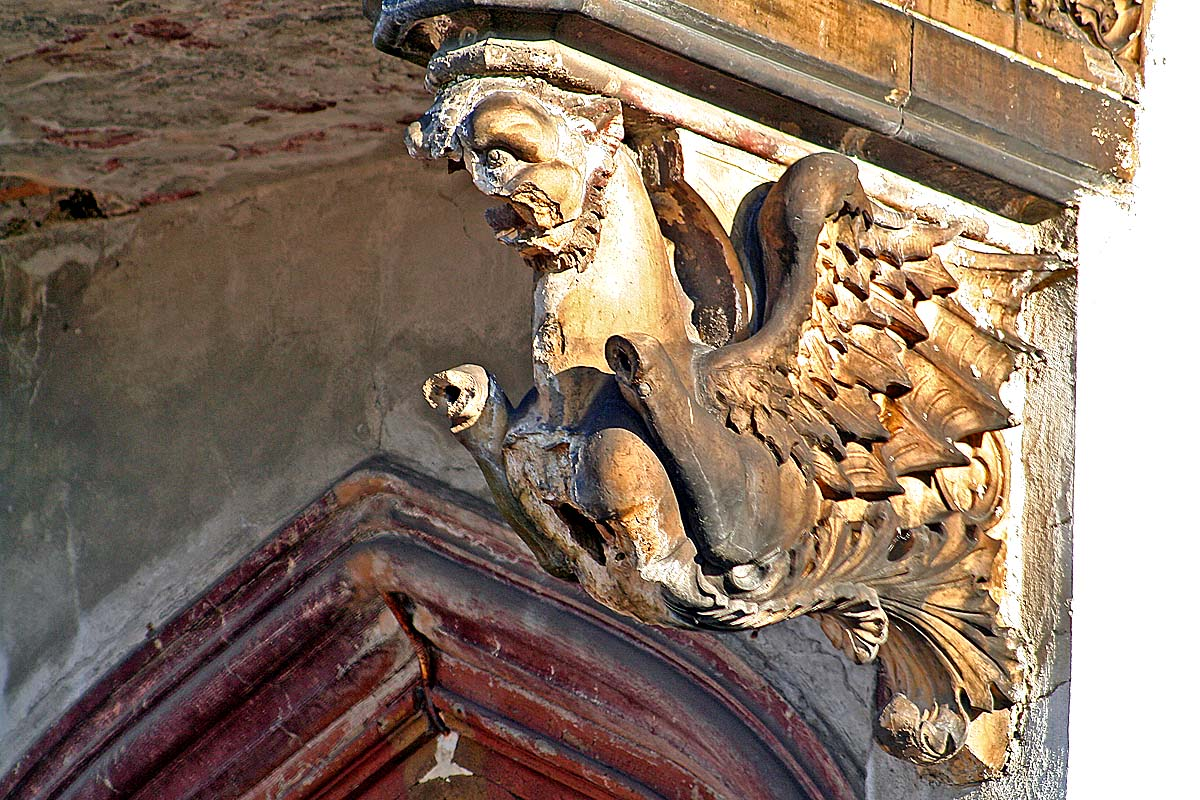
Гриф, поддерживающий балкон, над главным входом
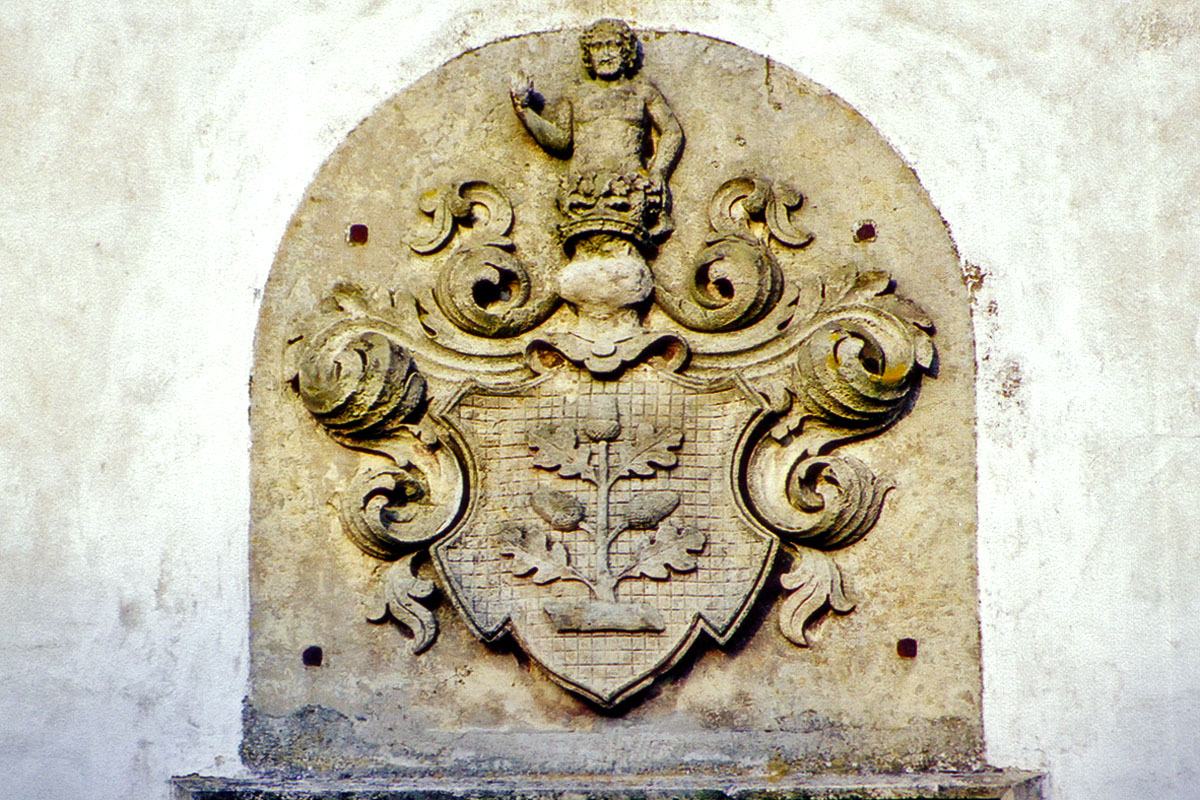
Герб